# Bayonet, Model 1917
Das Bayonet, Model 1917 (1917–1924) oder Bayonet M1917 (ab 1925) ist ein Bajonett für das US-amerikanische Gewehr M1917 und wurde ab 1917 bis in die heutige Zeit verwendet.

## Entwicklung
Das Bayonet, Model 1917 wurde als Schwertbajonett entworfen und basierte auf dem britischen Bajonett 1913, das wiederum vom Bajonett Bajonett P1907 abgeleitet war. Obwohl das Bajonett in erster Linie für das Gewehr M1917 entworfen wurde, war es für alle damaligen Graben-Schrotflinten geeignet.
Erst gegen Ende des Vietnamkriegs wurden neue Militärflinten für die Verwendung der neueren Messerbajonette entwickelt. So zum Beispiel das Stevens Model 77E mit dem Bajonett M5 oder die Schrotflinte Model 870 Mark 1 des United States Marine Corps mit dem Bajonett M7.

## Produktion
Die ersten Lieferungen von Remington Arms erfolgten im Jahr 1917 aus nicht ausgelieferter britischer Produktion. Bei diesen wurden einfach die britischen Prägungen durchgestrichen und durch US-Prägungen ersetzt. Die Ausrichtung und Position der US-Prägung variiert dabei stark und in einigen Fällen ist die US-Prägung zweimal vorhanden, einmal horizontal und einmal vertikal. Die Produktion für den US-Gebrauch begann im September 1917 bei Remington und etwa zur gleichen Zeit bei der Winchester Repeating Arms Company. Die einzige wesentliche Änderung am Bajonett selbst war die Hinzufügung eines Reinigungslochs am Ende des Bolzenschlitzes. Dadurch konnten Schmutz oder Ablagerungen vom Ende des Schlitzes entfernt werden. Diese Änderung wurde bereits im Oktober 1917 in die Produktion mit aufgenommen. Einige der früheren Bajonette wurden mit diesem Loch nachgerüstet, daher sind US-gekennzeichnete Bajonette ohne Reinigungsloch ziemlich selten.
Im Jahr 1966 wurde ein neuer Beschaffungsauftrag ausgegeben um das alte Bajonett M1917 neu zu produzieren. Hierbei gingen die Aufträge an zwei verschiedene Firmen in den USA und Kanada.
| Hersteller                    | Prägestempel | Datum       | Produktionszahl |
| ----------------------------- | ------------ | ----------- | --------------- |
| Remington Arms Co.            | Remington    | 1917 – 1930 | 1.565.644       |
| Winchester Repeating Arms Co. |              | 1917 – 1930 | 395.894         |
| General Cutlery               |              | 1966 – 1969 |                 |
| Canadian Arsenals Ltd.        |              | 1966 – 1969 |                 |

## Beschreibung

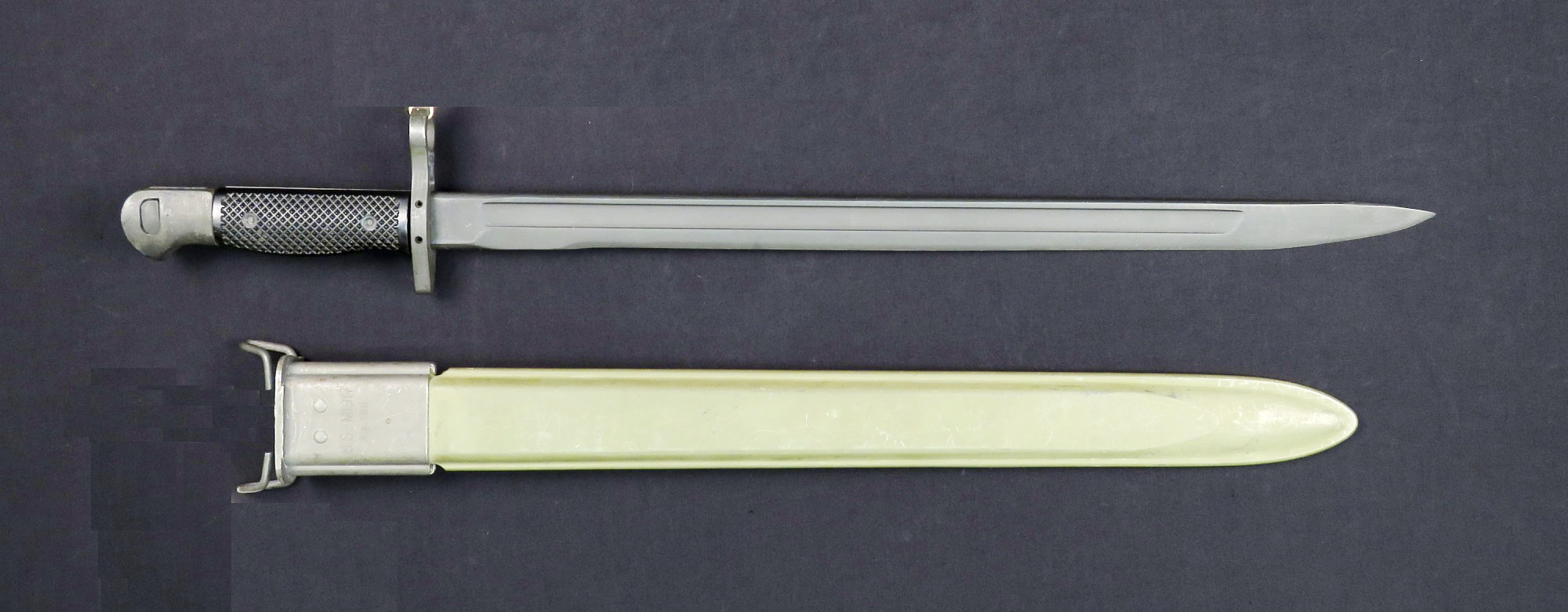
Bajonett M1917 aus der Neuproduktion von 1966

Das Bajonett M1917 ist ein Schwertbajonett und eine direkte Kopie des britischen Bajonett P1914. Es hat ebenfalls die querverlaufenden Schnitte in den Griffplatten beibehalten. Dabei dienen diese Platten lediglich dazu, das Bajonett P1914 im britischen Dienst vom Bajonett P1907 zu unterscheiden. Der einzige Unterschied zwischen beiden Bajonetten ist die Höhe des Mündungsrings, welche so aber kaum sichtbar ist. Im US-Dienst dienten diese querverlaufenden Schnitte keinem offiziellen Zweck.
Die Klinge ist 43 cm lang und hat mit dem Griff eine Gesamtlänge von 56 cm.

## Einsatz

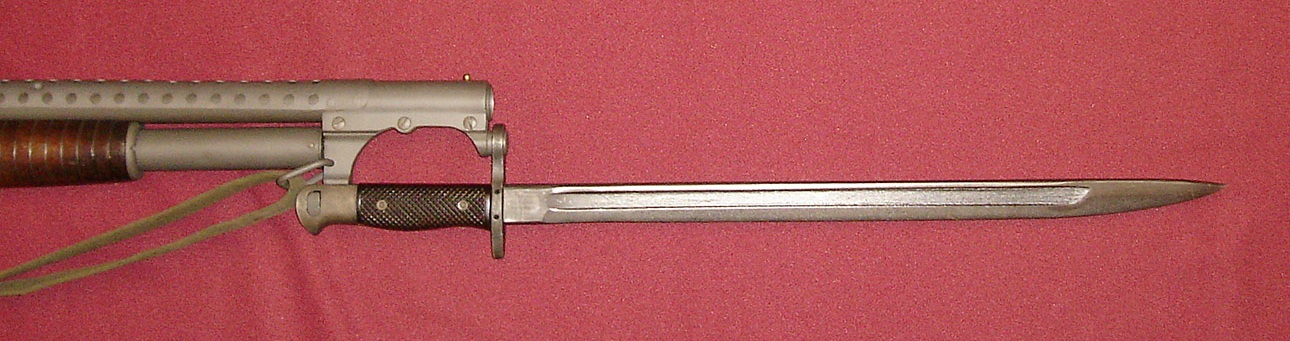
Bajonett M1917 montiert an einer Winchester Model 12 Trench Gun

Das Bajonett M1917 wurde erstmals im Ersten Weltkrieg von US-amerikanischen, britischen und kanadischen Soldaten an der Westfront eingesetzt. Danach wurde das Bajonett M1917 wurde während der verschiedenen Bananenkriege häufig verwendet. Auch während des Zweiten Weltkrieges verwendeten die Streitkräfte der USA Großbritannien. Dabei wurden die neueren Grabengewehre wurden so angepasst, das die Verwendung der alten Bajonette M1917 möglich war. So lieferte die USA mehrere Bajonette an Großbritannien, damit sie diese während der Luftschlacht um England nutzen konnten. Da es sich hierbei jedoch fast ausschließlich um einen Luftkrieg handelte, wurde keines der Bajonette eingesetzt. Auf den Philippinen wurden die US-Streitkräfte mit dem Bajonett ausgerüstet und nutzte dieses gegen die japanische Armee im Dezember 1941 und Anfang 1942.
Die Wehrmacht führte dieses Bajonett in ihren Listen der Kennblätter fremden Geräts. Hierbei erhielt das Bajonett die Bezeichnung Seitengewehr 102 (a).
Nach dem Ende des Zweiten Weltkrieges verlor die Nutzung des Bajonetts vorerst an Gewicht. Neuen Aufschwung fand das Bajonett jedoch während des Koreakrieges. Hier konnte das Bajonett weiterhin an den verschiedenen Gewehren genutzt werden, wie der Winchester 1200. Bis in die frühen 2000er Jahre wurde das Bajonette zusammen mit der neuen M1200 shotgun genutzt.
Genutzt werden konnte das Bajonett M1917 zu folgenden Waffen:
- Gewehr M1917
- Gewehr 1914
- Winchester Model 1897
- Winchester Model 1912
- Stevens Model 520
- Stevens Model 620
- Remington Model 10
- Ithaca M37
- Winchester 1200 Defender